# Edessa bifida
Edessa bifida är en insektsart som först beskrevs av Thomas Say 1832.  Edessa bifida ingår i släktet Edessa och familjen bärfisar. Inga underarter finns listade i Catalogue of Life.